# Bundesverband der Berufsbetreuer*innen
Der Bundesverband der Berufsbetreuer*innen e. V. (BdB) ist eine Interessenvertretung für Vereins-, Behörden- und selbständige Betreuer in Deutschland.

## Geschichte
Der Verband wurde 1994 im Zuge des neuen Betreuungsrechts in Frankfurt am Main gegründet. Die Mitgliederzahl hat sich seitdem nach eigenen Angaben von 100 auf rund 8.000 erhöht. Damit ist der BdB die größte Personenvertretung des Berufsstandes „Berufsbetreuer“. Er vertritt die gemeinsamen Interessen seiner Mitglieder gegenüber Staat und Öffentlichkeit.

## Ziele
Die Arbeit des Verbandes ist geprägt von dem Gedanken, Menschen mit Betreuungsbedarf in Deutschland professionell zu unterstützen, so dass sie ein möglichst selbstbestimmtes Leben führen können. Das Handeln der Mitglieder basiert auf demselben humanistischen Menschenbild, das auch der UN-Menschenrechtskonvention von 1948 und der UN-Behindertenrechtskonvention von 2006 zugrunde liegt.
Zudem setzt sich der Verein für die Qualitätsentwicklung und -sicherung in der Betreuungsarbeit ein. Dafür wurde bereits 2006 ein Qualitätsregister eingeführt, in dem aktuell 895 Berufsbetreuer*innen eingetragen sind (Stand Nov. 2023). Das Qualitätsregister ist ein Qualitätssicherungsinstrument und eine Informationsplattform für berufliche Betreuer*innen, Gerichten und Betreuungsbehörden sowie für Menschen, die eine/n Betreuer/in in der Nähe suchen.

## Organisation
Bundesvorsitzende des Verbandes sind Hülya Özkan (Vorsitzende), Christian Morgner und Fred Rehberg (Stellvertretende Vorsitzende). Der Verband besteht aus 16 Landesgruppen.
Der Länderrat ist das oberste Organ zwischen den Delegiertenversammlungen. Zu den Aufgaben zählen unter anderem die Beratung und Beschlussfassung über allgemeine Empfehlungen an den Vorstand sowie die Beschlussfassung über den Wirtschaftsplan.
Mitglieder können kostenlose Beratungsleistungen des Verbandes in Anspruch nehmen. Der Bundesverband kooperiert mit Servicepartnern.

## Aktivitäten
Einmal im Jahr tritt der BdB zu seiner Jahrestagung zusammen, in deren Rahmen auch die Delegiertenversammlung stattfindet.
Das Institut für Innovation und Praxistransfer in der Betreuung (ipb) ist eine Tochtergesellschaft des BdB und bietet bundesweit Seminare für den Berufseinstieg, Fachseminare, Zertifikatskurse, Fachforen und Beratungsleistungen für Berufsbetreuer*innen an.
Als Grundlage für das berufliche Handeln von Berufsbetreuer*innen hat der BdB die Methode des Betreuungsmanagements entwickelt, das die fachlichen methodischen Anforderungen an den Beruf mit einer eindeutigen Parteilichkeit für die Klientinnen und Klienten verbindet.
Das BdB-Beschwerdemanagement dient der Konfliktschlichtung. Mit diesem freiwilligen Angebot will der BdB einen Beitrag zu mehr Qualität in der Betreuung leisten und unbürokratische Lösungen bei Konflikten finden. Dabei werden die Fälle aus berufsfachlicher Sicht beurteilt. Eine juristische und zivilrechtliche Klärung ersetzt dieses Verfahren jedoch nicht.

## Publikationen
Die Verbandszeitschrift „bdbaspekte“ erscheint vier Mal jährlich mit einer Auflage von 9.600 Exemplaren, informiert seine Mitglieder über neue Rechtsprechungen und Gesetze, diskutiert Perspektiven, stellt Menschen im Betreuungswesen vor und beinhaltet einen fachlichen Teil für Berufsbetreuer*innen.
Der BdB ist mit seinem ehemaligen langjährigen Vorsitzenden Thorsten Becker zudem im Herausgeberbeirat der „BtPrax“ vertreten. Diese Fachzeitschrift für das Betreuungsrecht erscheint sechsmal im Jahr.
Mit seinem jährlich erscheinenden BdB-Jahrbuch möchte der Verband die wissenschaftliche Forschung der jungen Disziplin Betreuung fördern.